# Sporazum u Nvarsaku
Sporazum u Nvarsaku  (armenski: Նվարսակի պայմանագիրը, perzijski: قرارداد نوارساکس) je naziv za sporazum kojeg su 484. godine sklopili velikodostojnici Sasanidskog Perzijskog Carstva na jednoj, i armenskog plemstva na drugoj strani, a kojim je Armeniji priznata autonomija u okviru Sasanidskog Carstva, odnosno sloboda ispovijedanja kršćanstva njenim stanovnicima. 
Njime su okončani višedesetljetni napori sasanidskih kraljeva koji su, počevši od Jezdegerda II. nastojali svoje kršćanske podanike na Kavkazu, odnosno Armeniji, Albaniji i Iberiji (današnja Gruzija), silom preobratiti na zoroastrizam, držeći kršćane petom kolonom Bizanta. Oni su izazvali niz ustanaka od kojih je posljednji izbio 481. godine. Tri godine kasnije je kralj Peroz I. poginuo u sukobima s Heftalitima koji su napali istočni dio Carstva, te je njegov nasljednik Balaš, nastojeći izbjeći sukob na dvije bojišnice, započeo pregovore s kršćanskim kavkaskim vođama, koji su se okupili oko armenskog plemića Vahana Mamikonijana. Sporazumom je Armeniji priznata autonomija, a Vahan imenovan marzbanom tj. kraljevskim namjesnikom.

## Vanjske poveznice
- (rus.) Принятие Арменией христианства.Раздел Армении между Римом и Персией.
- (engl.) Around History of Armenian Diplomacy[neaktivna poveznica]
- (engl.) Professor of History The University of Michigan, Dearborn  Arhivirana inačica izvorne stranice od 11. studenoga 2001. (Wayback Machine)